# Georg Dahlbeck
Ernst Georg Dahlbeck, född 25 januari 1891 i Stockholm, död 1965, var en svensk konstnär och affischtecknare.
Dahlbeck var son till porslinsmakaren Ernst Dahlbeck och Hilma Svensdotter samt gift med Ingegerd Udén. Hans pappa avled när han var nio år, och han tvingades tidigt bidra till familjens försörjning. Efter sexårig folkskola började han arbeta som porslinsmålare vid Rörstrands Porslinsfabrik. Dahlbeck studerade vid Högre konstindustriella skolan i Stockholm 1918-1922 samtidigt bedrev han studier i stafflimålning och dekorationsmålning. Han var verksam som affischtecknare och dekorationsmålare i Stockholm och anställd vid Svensk Filmindustri på avdelningen för konstnärlig reklam där man gjorde filmaffischer. Han medverkade i en affischutställning på Liljevalchs konsthall. Hans konst består förutom  affischer av figurstudier, landskap och bokillustrationer. Dahlbeck är representerad vid Kungliga biblioteket och Svenska filminstitutet med affischer.